# 高恭之
高 恭之（こう きょうし、489年 - 530年）は、北魏の官僚。字を道穆といい、史書には字で記されることが多かった。本貫は渤海郡蓨県。

## 経歴
高崇の子として生まれた。経書や史書を学び、名流俊英の士が相手でなければ交友しようとしなかった。幼くして父を失ったため、父母に対するように兄の高謙之に従った。御史中尉の元匡に選抜されて御史となり、貴顕に対しても遠慮がなく、不法行為を見つけると容赦せず弾劾した。正光年間には相州刺史の李世哲の違法な蓄財を上奏した。爾朱栄が柔然を討つにあたっては、恭之が軍事を監察し、爾朱栄すら彼をはばかった。洛陽に帰還すると、奉朝請に任じられ、まもなく太尉鎧曹参軍となった。
524年（正光5年）、蕭宝寅が秦州の反乱を討つために西征すると、恭之は行台郎中として従軍した。525年（孝昌元年）、大都督崔延伯が涇川で敗れ、反乱軍が強勢となると、蕭宝寅はたびたび洛陽に援兵を要請したが、朝廷は許さなかった。恭之は蕭宝寅の命を受けて洛陽に赴き、霊太后に面会したが、太后は恭之の説明を信じず、説得は不調に終わった。恭之は再び関中に赴くべきところ、病にかこつけて行かなかった。
527年（孝昌3年）、兄の高謙之が殺害されると、恭之は長楽王元子攸の庇護を求めた。さらに身が危なくなると、済陰に逃れて、姓名を変え、東平畢氏のもとに避難した。528年（建義元年）、元子攸（孝荘帝）が即位すると、恭之は洛陽に召還されて尚書三公郎中となり、寧朔将軍の号を加えられた。まもなく吏部郎中を兼ね、薛曇尚とともに晋陽への使者に立ち、爾朱栄に官職を授与すると、爵龍城侯の爵位を受けた。9月、太尉長史に任じられ、中書舎人を兼ねた。母が死去し、服喪のために離職しようとしたが、孝荘帝が中書舎人の温子昇を恭之の邸に送って弔問させ、恭之の離任を許さなかった。529年（永安2年）、恭之は前軍将軍の号を加えられた。
元顥が虎牢城に迫ると、関中に避難するよう孝荘帝に勧めるものがいたため、帝は恭之にこの件を諮問した。恭之は荒れ果てた関中に逃れるより、黄河の北に一時避難して、元天穆や爾朱栄らの兵で元顥を討ったほうがよいと答えた。そこで孝荘帝は河内郡の北に避難した。恭之は帝の命を受けて詔書数十枚に帝の所在を記し、各地に布告した。中軍将軍・給事黄門侍郎に任じられ、安喜県開国公に封じられた。
7月、爾朱栄らが元顥を討ち、孝荘帝が洛陽に帰還すると、恭之は征南将軍・金紫光禄大夫の位を受け、御史中尉を兼ねた。まもなく正式に御史中尉となり、黄門を兼ねた。李希宗・李絵・陽休之・陽斐・封君義・邢子明・蘇淑・宋世良ら40人を御史に任用した。恭之は爾朱世隆の衣冠が儀礼に反していることを糾弾したり、帝の姉の寿陽公主が交通を妨げると、赤棒で彼女の車を殴って止めさせたりした。
530年（永安3年）9月、孝荘帝が爾朱栄を殺害すると、恭之は官軍を督戦して爾朱世隆らを大夏門の北で撃破した。衛将軍・仮車騎将軍・大都督・兼尚書右僕射・南道大行台となった。さらに正式に車騎将軍の号を加えられた。爾朱氏の反攻に悩み、孝荘帝とともに南巡の計画を立てたが、実行に移されることはなかった。12月、爾朱兆が洛陽に入ると、恭之は病にかこつけて官を辞したが、爾朱世隆により殺害された。享年は42。532年（太昌元年）、使持節・都督雍秦二州諸軍事・車騎大将軍・儀同三司・雍州刺史の位を追贈された。
子の高士鏡が爵位を嗣ぎ、北豫州刺史となり、高慎に従って西魏に入った。

## 伝記資料
- 『魏書』巻77 列伝第65
- 『北史』巻50 列伝第38